# ماگنوس نیلسون
ماگنوس نیلسون (سوئدی: Magnus Nilsson؛ زادهٔ ۲۸ نوامبر ۱۹۸۳) سرآشپز اهل سوئد است. وی مالک رستوران فَـویکن بود که در دسامبر ۲۰۱۹ تعطیل شد. او پیش‌تر در رستوران‌های آسترانس و آرپژ در فرانسه کار کرده بود و در سال ۲۰۰۸ به رستوران فَـویکن آمد که در سال ۲۰۱۶ دوستارهٔ میشلن دریافت کرد و به رتبهٔ ۵۷مین رستوران برتر جهان دست یافت. وی دانش‌آموختهٔ یک مدرسهٔ آشپزی محلی در آووره سوئد بود و بعدها به یک مدرسهٔ می‌شناسی رفت و در زمینه شناخت شراب هم تخصص دارد. منتقد وال‌استریت ژورنال بروس پالینگ وی را در فهرست ۱۰ سرآشپز برتر اروپا قرار داد. او در سال ۲۰۱۹ اعلام کرد که دیگر به‌عنوان سرآشپز کار نخواهد کرد و ترجیح می‌دهد وقتش را صرف خانواده و سرگرمی‌هایش کند.